# Joucas
Joucas település Franciaországban, Vaucluse megyében. Lakosainak száma 348 fő (2022. január 1.). Joucas Murs, Gordes, Roussillon és Saint-Saturnin-lès-Apt községekkel határos.

## Népesség
A település népességének változása:
| Lakosok száma | 324  | 329  | 342  | 338  | 340  | 347  | 351  | 352  | 348  |
|               | 2013 | 2015 | 2016 | 2017 | 2018 | 2019 | 2020 | 2021 | 2022 |